# Demonologia

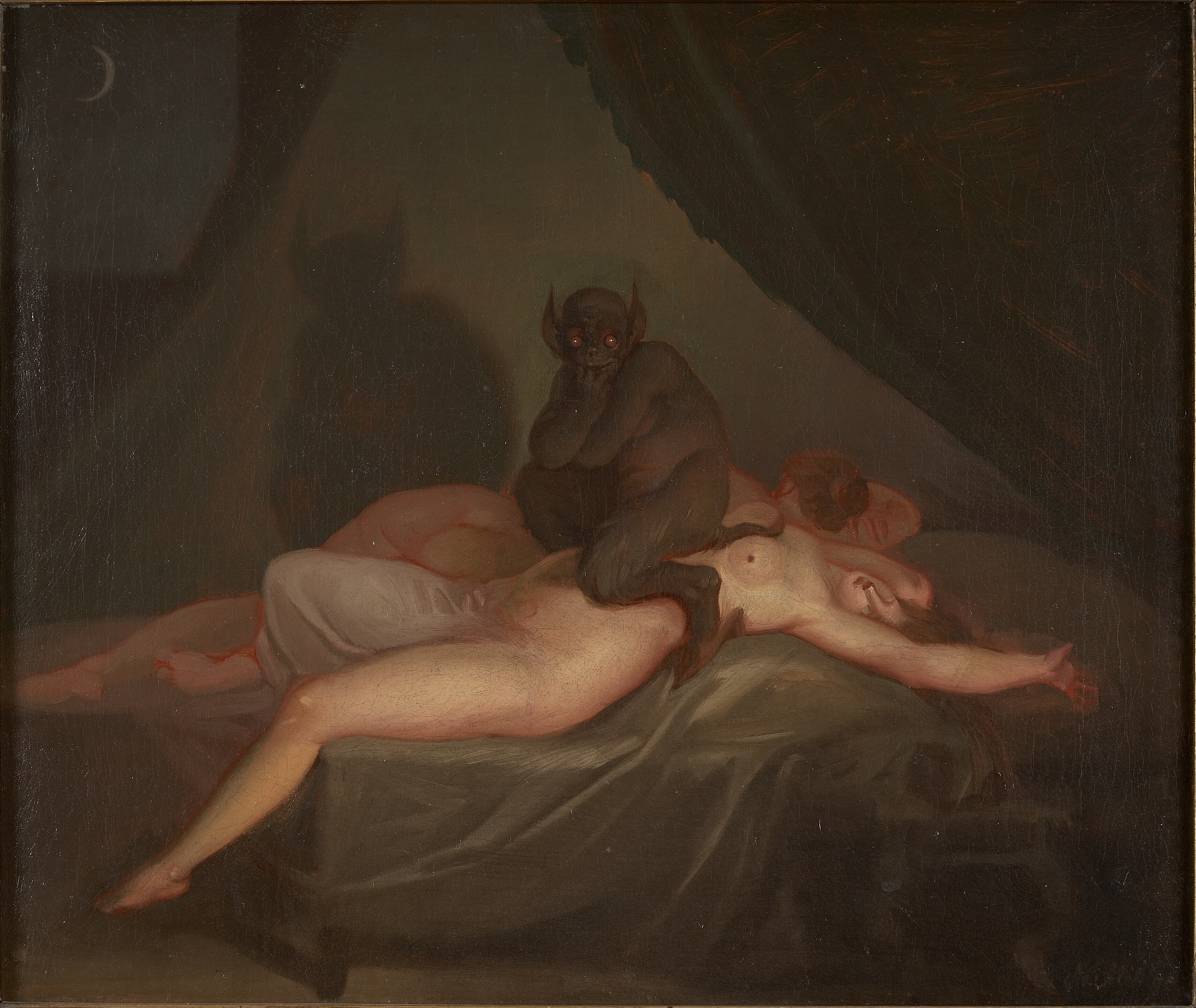
Malson (1800) per Abildgaard

La demonologia és la branca de la teologia que s'ocupa de l'estudi dels dimonis. Està relacionada amb l'angeologia.
La manifestació més important de la demonologia cristiana occidental és el Malleus Maleficarum de Jacob Sprenger i Heinrich Kramer, que demostren, de manera sui generis, l'existència i el poder de la bruixeria com a part integral de la fe catòlica romana i d'un perill real per als fidels, a banda d'indicar en el seu tractat tota classe de maneres de reconéixer i processar una bruixa, convertint-se així en el manual per a processos de bruixeria durant dècades.
En un altre sentit, la demonologia confecciona llistats que intenten nomenar i establir una jerarquia d'esperits malèfics. Així, la demonologia és l'oposat de l'angeologia, que intenta recopilar la mateixa informació respecte dels bons esperits. Una de les classificacions més importants dels dimonis es troba a l'obra d'Agrippa de Nettesheim.
En la tradició cristiana, els dimonis són àngels caiguts, de manera que podríem considerar la demonologia com una branca de l'angeologia. Tanmateix, moltes bases de dades demonològiques són coneixements capturats a aquells suposadament capaços d'invocar estes entitats, incloent-hi les instruccions sobre com invocar-los i (en el millor dels casos) sotmetre'ls a la voluntat del conjurador. Els grimoris de màgia oculta són aquells toms que contenen els coneixements sobre esta faceta de la demonologia, estudiada més d'una volta per aquells que devien perseguir i jutjar diabolistes i bruixes amb delectació morbosa.

## Orígens
L'existència d'una entitat sobrenatural malèfica que actua en contraposició a la voluntat d'un Déu benèvol és un dels eixos centrals tant del cristianisme com de l'islam. Aquestes creences adopten la figura del Satan del judaisme, que per a l'islamisme és Shaytan o Iblis. És acceptat de manera comuna, que el judaisme rep aquest concepte del zoroastrisme, en el qual un déu benèvol conegut com a Ahura Mazda es troba ficat en una batalla còsmica amb una deïtat maligna anomenada Angra Mainyu. No obstant això, el Bé sempre preval en les religions citades, deixant el turment dels homes i petites bregues guanyades al Mal. Esta confrontació en veritable igualtat de condicions es manté intacta en el corpus del maniqueisme i les doctrines de diversos grups herètics com els bogomils búlgars.
El Nou Testament afirma de manera explícita l'existència d'esperits adversos menors, així com ho fa també l'Alcorà, per bé que este últim -l'anomenat llibre del profeta- esmenta una tercera raça creada (ni àngels ni dimonis), els djinnün (plural de djinn), de caràcter amoral i coneguts en Occident com a genis, encara que no sempre són malignes. L'Antic Testament ens presenta Satan com un membre més de la cort celestial de Déu, que fa el paper de procurador, buscant el beneplàcit de Déu per provar la virtut de Job, més que no pas com a enemic del mateix poder.
Açò és degut al fet que el mateix concepte del monoteisme xoca amb la possibilitat de dos deïtats del mateix poder enfrontades, així com el judaisme prové del mateix àmbit d'influència cultural que unes altres cultures semítiques (on s'inclou la irànica) i el politeisme, que compartiren fins que foren coneguts com el poble elegit i abraçaren el culta únic. El territori anomenat Xeol, analogable a l'infern, és, de fet, bastant modern en la sistemàtica rabínica. En rigor, s'ha d'entendre el Xeol més en el sentit de tomba (en tant que darrer estatge) que no pas com a infern.
Algunes branques del budisme postulen l'existència d'inferns habitats per dimonis que turmenten els pecadors i tempten els mortals, o actuen per a pertorbar-ne la il·luminació. També l'hinduisme conté narracions de combats entre déus i una sèrie d'adversaris, com ara Indra i Vritra. En ambdós casos citats no hi ha una atenció especial a l'organització de les hosts que encarnen el Mal, per la qual cosa no podem parlar de demonologia com a tal, si bé la seua història sagrada és tant o més rica que les tres grans religions monoteistes.